# Пузирі (Нижньогородська область)
Пузирі (рос. Пузыри) — присілок в Варнавинському районі Нижньогородської області Російської Федерації.
Населення становить 3 особи. Входить до складу муніципального утворення Богородська сільрада.

## Історія
Від 2009 року входить до складу муніципального утворення Богородська сільрада.

## Населення
| 1999 | 2002 | 2010 |
| ---- | ---- | ---- |
| 5    | →5   | ↘3   |